# 張成林
張 成林（ちょう せいりん、拼音：Zhang Chenglin、1987年1月20日 - ）は、中華人民共和国・安徽省蚌埠市出身のサッカー選手。中国サッカー・スーパーリーグ・天津天海足球倶楽部所属。ポジションはディフェンダー。

## 来歴

### クラブ

#### 貴州人和 / 北京人和
2011年、長沙金德から貴州人和へ完全移籍した。

## 所属クラブ
プロ経歴
- 2005年 - 2010年  長沙金德足球倶楽部
- 2011年 - 2017年  貴州人和足球倶楽部 / 北京人和足球倶楽部
- 2017年 -  広州恒大淘宝足球倶楽部
  - 2019年 -  天津天海足球倶楽部 (loan)